# Kars Springs
Kars Springs är en ort i Australien. Den ligger i kommunen Upper Hunter Shire och delstaten New South Wales, i den sydöstra delen av landet, omkring 230 kilometer norr om delstatshuvudstaden Sydney. Orten hade 37 invånare år 2021.